# Serra del castell de Llaguarres

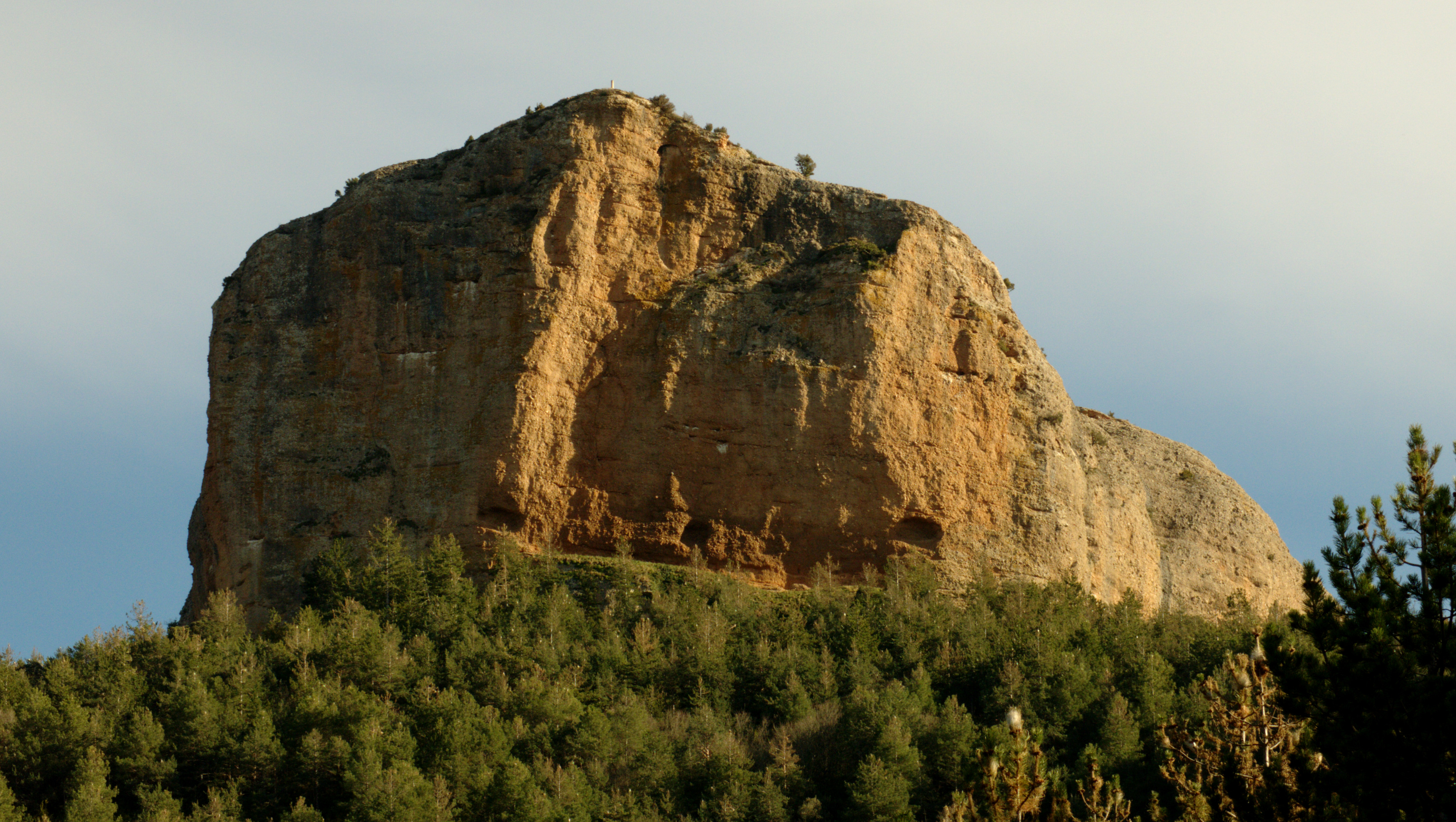
Serra del castell de Llaguarres

La serra del castell de Llaguarres està situada a la Baixa Ribagorça d'Aragó. Separa la Vall de l'Isàvena de Benavarri.
 L'altura màxima d'aquesta serra és de 1.150 metres. En direcció oest-est, des de Graus a la serra de l'Ametllera, forma part d'una de les darreres alineacions dels Prepirineus. Després segueix vers el sud-est, fins al Montsec d'Estall. Antigament al cim hi havia el castell de Llaguarres.
El riu de Queixigar (o barranc de Mil Homes a la capçalera), a l'oest de la serra, baixa de nord a sud i dona les aigües al riu Guart o Guard, afluent de la Noguera Ribagorçana, format per diversos barrancs que baixen d'aquesta serra. El barranc de Puiverd, en dirrecció sud-oest, passa per Torres del Bisbe.

## Entitats de població pròximes a la serra
- Capella (Ribagorça).[10]
  - Llaguarres.[3]
  - Pociello.[11]
  - El Castesillo, situat al vessant septentrional, és una antiga caseria del terme de Llaguarres.[12]
- Benavarri, al sud de la serra.[13]
- Tolba, al costat dels contraforts meridionals de la serra.[14]
  - Corones (Tolba).[15]
  - Les Segarres Baixes (terme de Tolba).[16]
- Les Segarres Altes, del municipi de Lasquarri.[17][9]

## Vistes des de la serra

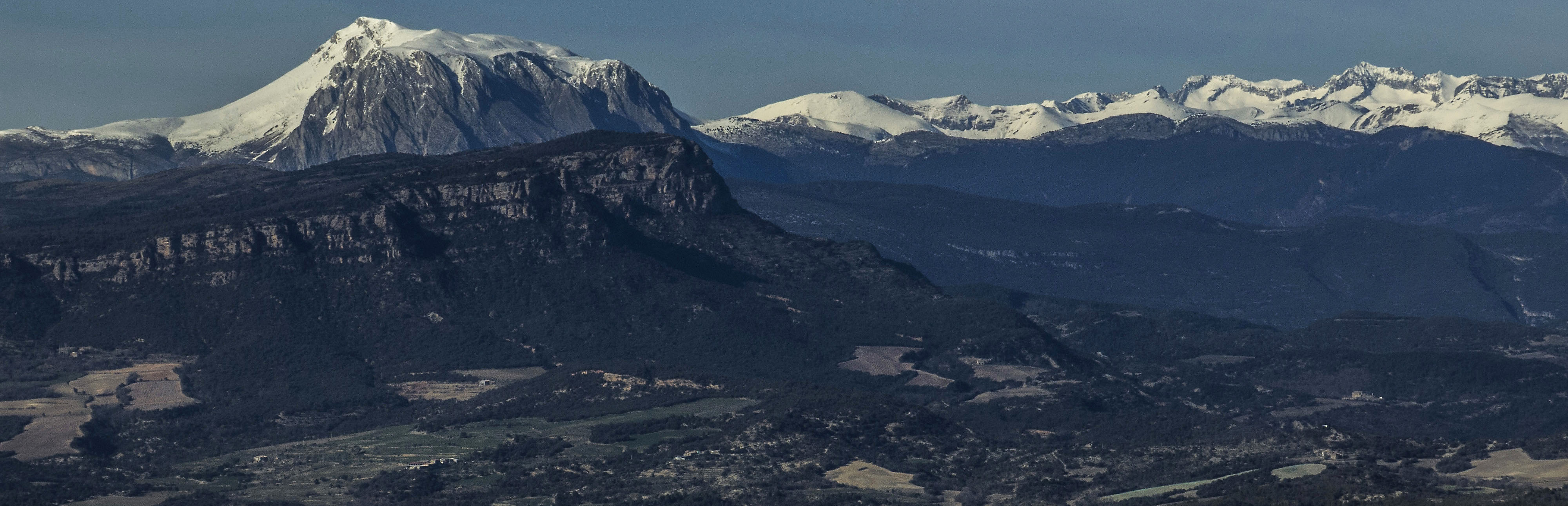
El Turbó (Baixa Ribagorça)
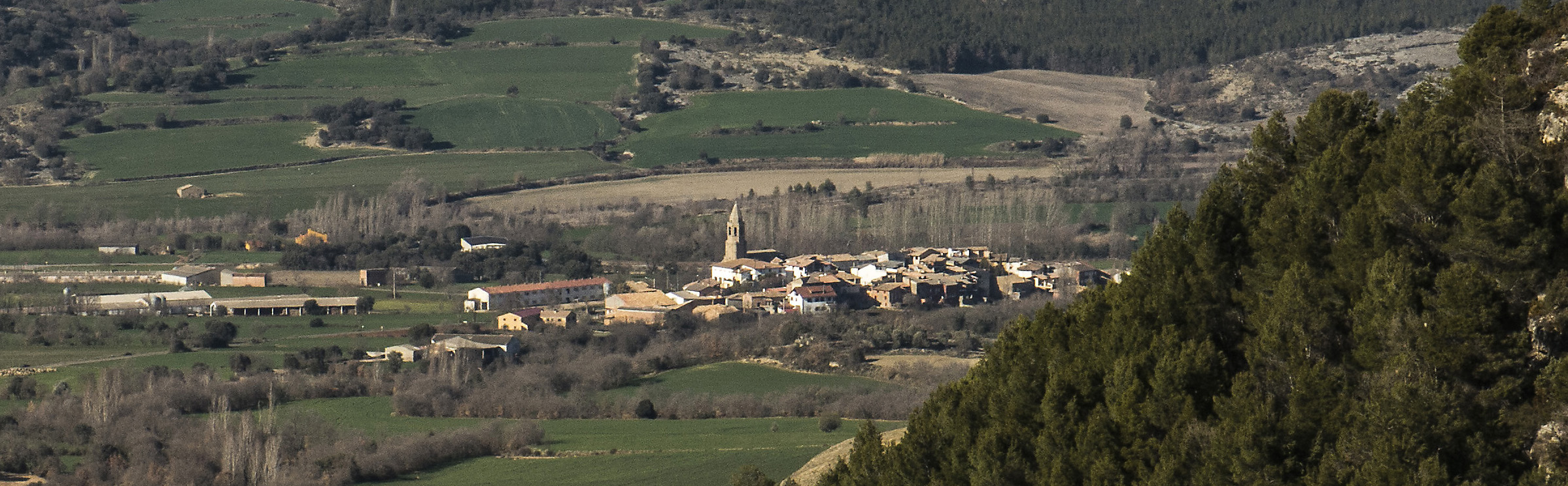
Llaguarres
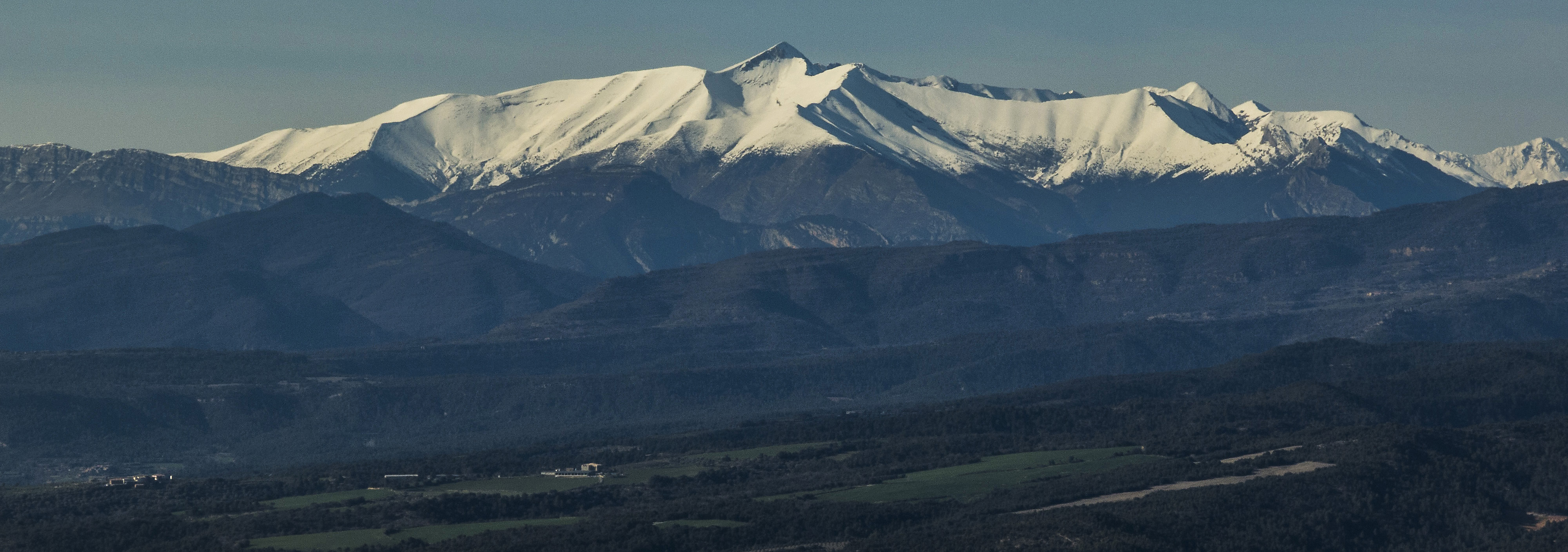
Cotiella